# Cage9

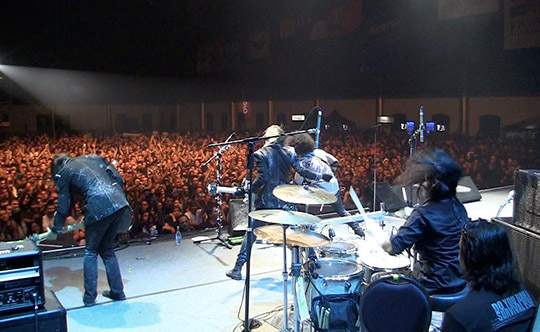
Cage9 atuando na Cidade do Panamá em 2011.

Cage9 é uma banda estadunidense de metal alternativo formada no Panamá em 1993. O grupo foi fundado por Evan Rodaniche (guitarra/vocal) e está sediado em Los Angeles, Califórnia. A banda é conhecida por ter realizado a música tema do seriado Kamen Rider: Dragon Knight, chamada "Let's Ride!", assim como a música-tema do wrestler Dolph Ziggler, da WWE, chamada "I Am Perfection". Além disso, o conjunto produziu uma versão da música-tema original do wrestler Stone Cold Steve Austin, também da WWE, chamada "Unbreakable".

## Discografia
- Master Blaster (1995)
- Audiophiliac (1997)
- Human Feedback (2000)
- The Onyx Inch EP (2003)
- El Motivo
- El Motivo (versão em espanhol) (2006)
- For Amnesia (álbum acústico) (2008)
- Survival Plan (2009)
- How To Shoot Lasers From Your Eyes (2012)

## Membros
Formação atual
- Evan Rodaniche
- Jesse Beltz
- Aristotle Dreher
- Brian Sumwalt

Ex-membros
- Jorge Loaiza
- Gustavo Aued
- Ivan Canton
- James Decker
- Murv Douglas
- DJ Rattan
- Gordon Heckaman
- Damion Sanchez
- Joe Babiak